# Polites (Sohn des Priamos)
Polites (altgriechisch Πολίτης Polítēs) ist eine Gestalt der griechischen Mythologie. Er ist einer der Söhne des trojanischen Königs Priamos und der Hekabe.
Seine Rolle auf Seiten der Trojaner im Trojanischen Krieg ist die des Spähers, der von hoher Warte aus das Umland der Stadt kontrolliert. Die Götterbotin Iris nimmt seine Gestalt an und verkündet den Trojanern das Nahen der Griechen. Bereits früh greift er in das Kampfgeschehen ein und hilft an der Seite Hektors seinem jüngsten Bruder Troilos, der von Achilleus vor den Mauern der Stadt verfolgt wird – eine Szene, die unter anderem auf der Françoisvase dargestellt ist und vermutlich aus den Kyprien stammt. Seinen Bruder Deiphobos, von dem kretischen Heerführer Meriones verwundet, bringt er zum Streitwagen in Sicherheit, selbst tötet er den Echios. In den Posthomerica des Quintus Smyrnaeus gehört er zu den Verteidigern des Skäischen Tores.
In Vergils Aeneis findet Polites als letzter Sohn des Priamos den Tod, den er aus der Hand des Neoptolemos vor den Augen der Eltern empfängt. Auch Quintus Smyrnaeus lässt ihn, allerdings nicht als letzten Sohn, von Neoptolemos’ Hand am Altar fallen, während Dictys ihn im Kampf mit Aiax und anderen vor der Stadt umkommen lässt.
Bei Vergil hatte Polites einen Nachkommen namens Priamus, der die Stadt Politorium in Latium gründete.